# Alavus
Alavus (Zweeds: Alavo) is een gemeente en stad in de Finse provincie West-Finland en in de Finse regio Zuid-Österbotten. De gemeente heeft een landoppervlakte van 1.087,24 km² en telt 11.102 inwoners (2022).
In 2013 werd de gemeente uitgebreid met Töysä.

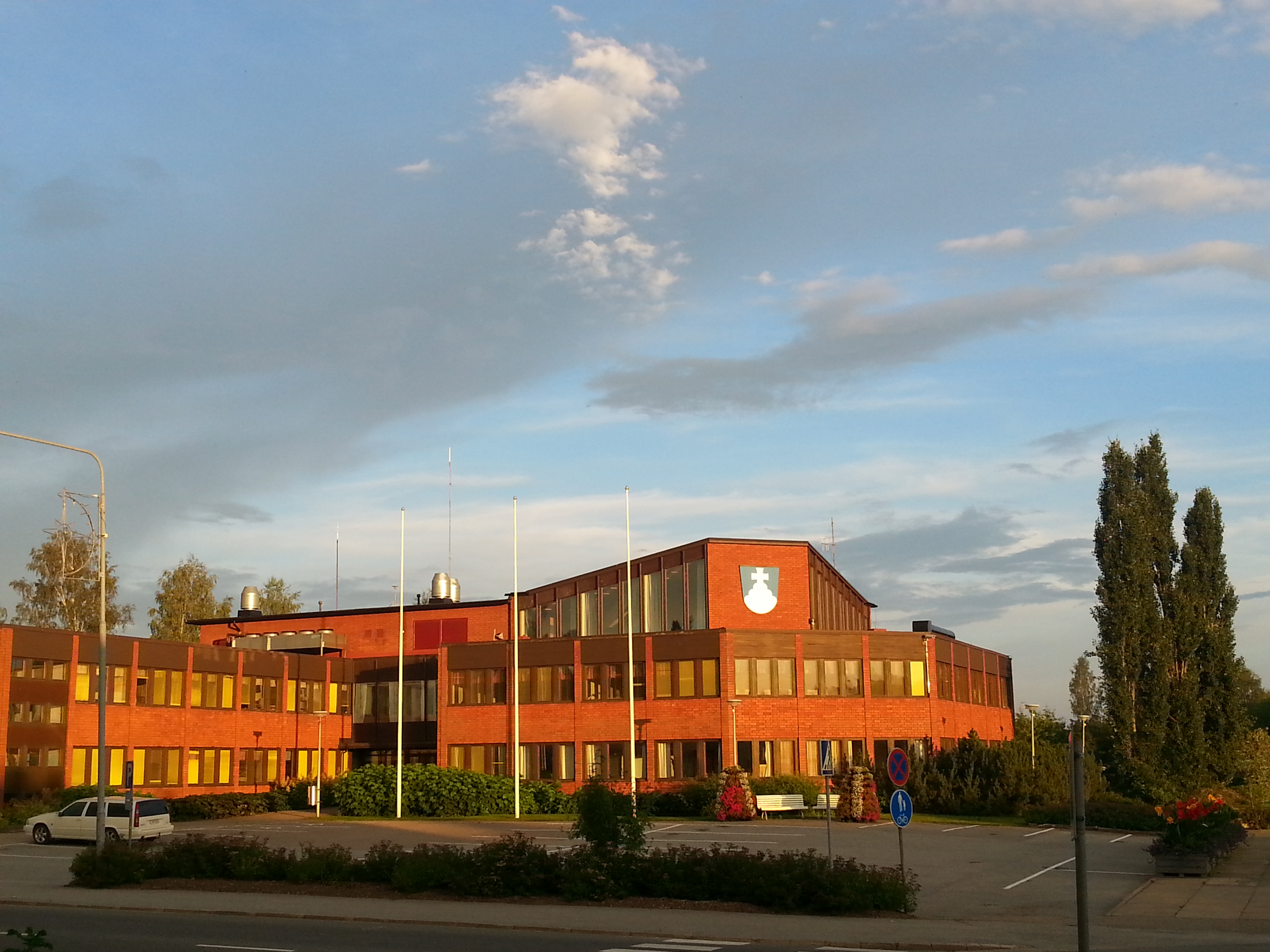
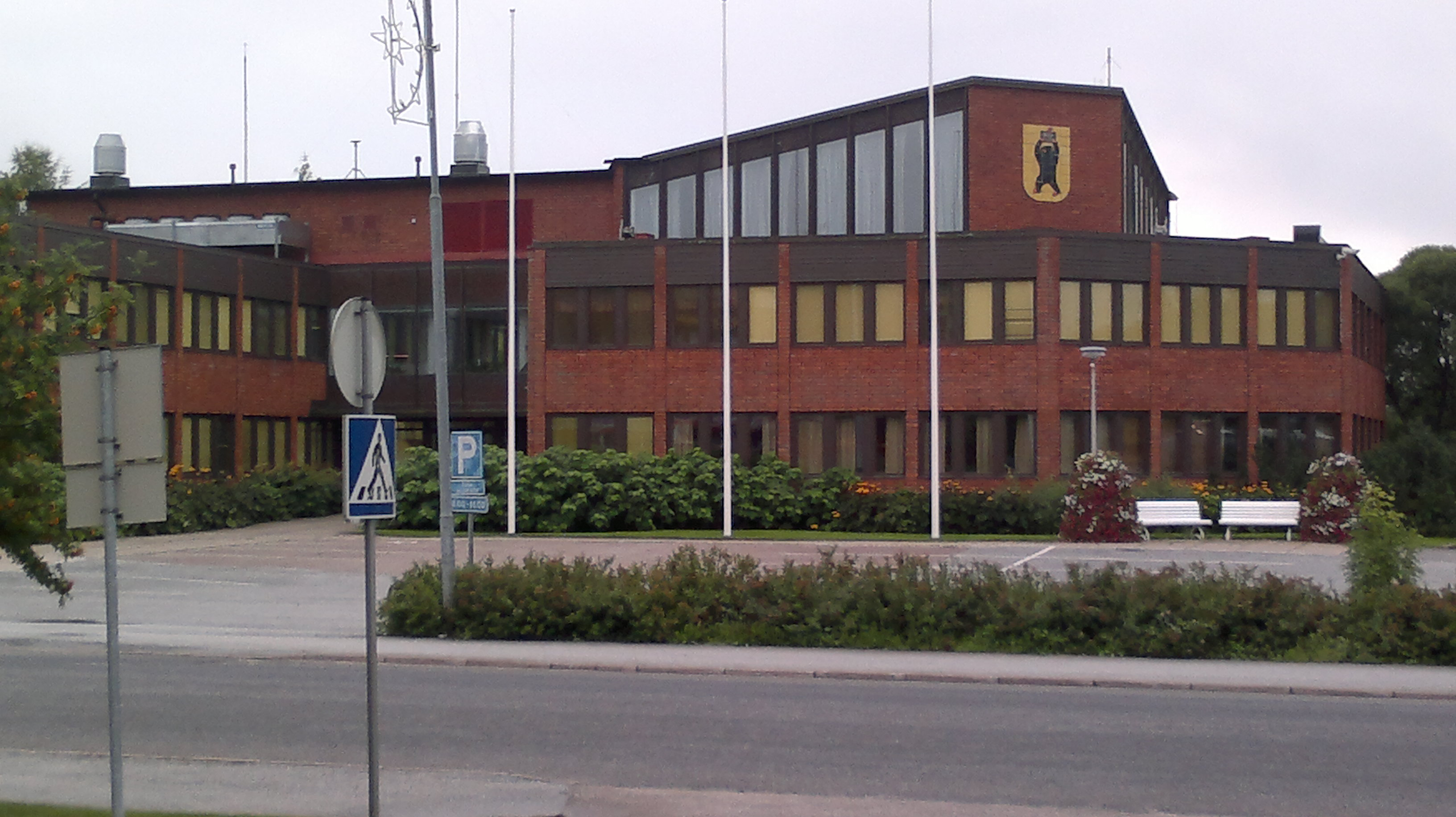
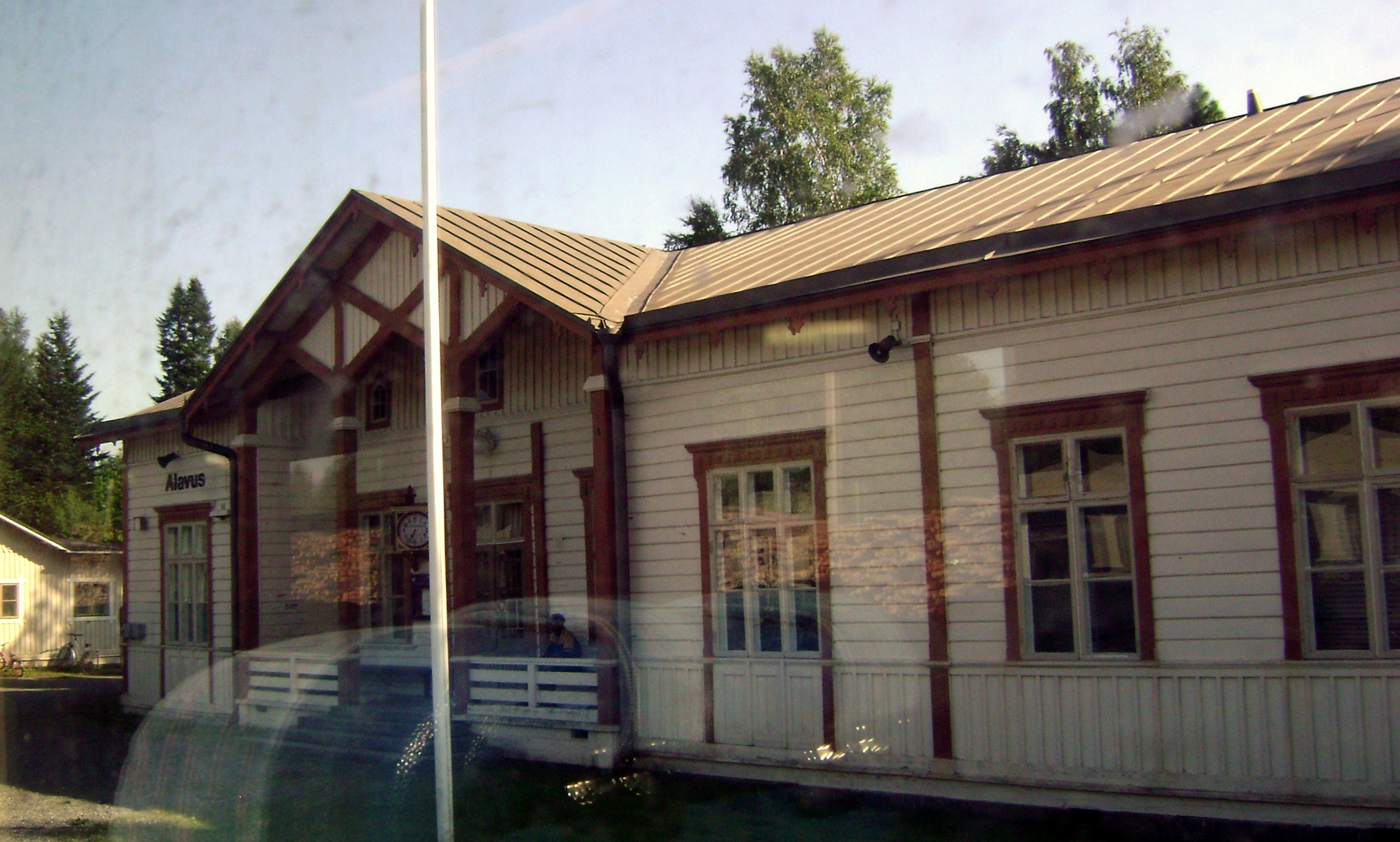

Ähtäri · Alajärvi · Alavus · Evijärvi · Ilmajoki · Isojoki · Isokyrö · Karijoki · Kauhajoki · Kauhava · Kuortane · Kurikka · Lappajärvi · Lapua · Seinäjoki · Soini · Teuva · Vimpeli
Voormalige gemeenten:
Alahärmä · Jalasjärvi · Jurva · Kortesjärvi · Lehtimäki · Nurmo · Peräseinäjoki · Töysä · Ylihärmä · Ylistaro